# 贡江碑
贡江碑，位于中国吉林省德惠市朝阳乡朱家坨子，为一个省级文物保护单位，类型为石刻，公布时间为1999年2月26日。该文物保护单位由德惠市文管所管理。
贡江碑的历史年代为清代。